# Cementerio Avalon
El Cementerio Avalon (en inglés: Avalon Cemetery) es uno de los cementerios más grandes de Sudáfrica. Fue inaugurado en 1972, durante el apogeo del apartheid, como un cementerio exclusivamente para negros. Más de 300.000 personas están enterradas en sus 430 acres (1,7 kilómetros cuadrados), las tumbas están a menos de dos pies de distancia entre ellas. Para el 2010 se esperaba que el cementerio estuviera en su capacidad máxima, en gran parte debido a las muertes por Sida.
En algunas partes de África, las Víctimas del Sida no viven lo suficiente como para casarse y se quedan con un funeral como su única gran ceremonia.